# Svenska som andraspråk
Svenska som andraspråk, SVA, är ett skolämne i Sverige och i svenskspråkiga skolor i Finland som läses av elever som inte har svenska som modersmål. I Sverige ger skolämnena modersmål och svenska som andraspråk samma behörighet till vidare studier men är olika ämnen med olika kursplaner och betygskriterier. 

## Sverige
Svenska som andraspråk är ett kärnämne som kan ersätta svenskaundervisning om en elev behöver eller önskar det. På gymnasienivå är det möjligt att läsa båda ämnena. Ett av ämnena blir då ett individuellt val.
Ämnet har varit ett separat ämne från ämnet svenska sedan 1 juli 1995. 
Svenska som andraspråk kallades förut svenska 2 men den benämningen ändrades då benämningen svenska 2 felaktigt kan kopplas till att det skulle handla om en svenska som kom på andra plats, en sämre variant av språket. Idag kan man ofta se förkortningen Svas, Sva eller Sas för ämnet Svenska som andraspråk. Svenska som andraspråk är ett gymnasiegemensamt ämne, det som man förut kallades "kärnämne".

## Finland
Svenska som andraspråk är ett ämne i Finland som läses av elever med modersmål annat än finska eller svenska i svenskspråkiga skolor, främst av invandrare i kommuner med svenska som majoritetsspråk. I finskspråkiga skolor läses svenska istället som det andra inhemska språket. I kommuner med finska som majoritetsspråk placeras invandrare i allmänhet i finskspråkiga skolor, och läser därmed istället finska som andraspråk enligt en motsvarande läroplan.